# Neil Turok
Neil Geoffrey Turok (Joanesburgo, 16 de novembro de 1958) é um físico sul-africano, diretor do Instituto Perimeter de Física Teórica.

## Carreira acadêmica
Doutor em Física pelo Imperial College com a tese Strings and solitons in gauge theories, fez seu pós-doutoramento na Universidade da Califórnia em Santa Bárbara. Foi pesquisador associado do Fermilab e professor de Física na Universidade de Princeton.
Em 1997 tornou-se professor de Física-Matemática da Universidade de Cambridge e em 2003 fundou o African Institute for Mathematical Sciences, em Muizenberg, na África do Sul. Em 2008 foi nomeado diretor do Instituto Perimeter de Física Teórica, no Canadá.

## Prêmios
Recebeu em 1992 a medalha James Clerk Maxwell outorgada pelo Instituto de Física do Reino Unido e em 2008 foi um dos agraciados com o Prêmio TED.